# Mireval
Mireval est une commune française située dans l'est du département de l'Hérault en région Occitanie. Depuis le 31 décembre 2002, elle fait partie de la communauté d'agglomération Sète Agglopôle Méditerranée.
Exposée à un climat méditerranéen, elle est drainée par divers petits cours d'eau. La commune possède un patrimoine naturel remarquable : deux sites Natura 2000 (les « étangs palavasiens » et les « étangs palavasiens et étang de l'Estagnol »), quatre espaces protégés (le « Creux de Miège », l'« étang de Vic », les « salines de Villeneuve » et les « étangs Palavasiens ») et quatre zones naturelles d'intérêt écologique, faunistique et floristique. 
Ses habitants sont appelés les Mirevalais.
Mireval est une commune urbaine et littorale qui compte 3 301 habitants en 2022, après avoir connu une forte hausse de la population depuis 1962. Elle est ville-centre de l'agglomération de Mireval et fait partie de l'aire d'attraction de Montpellier. Ses habitants sont appelés les Mirevalais ou  Mirevalaises.

## Géographie

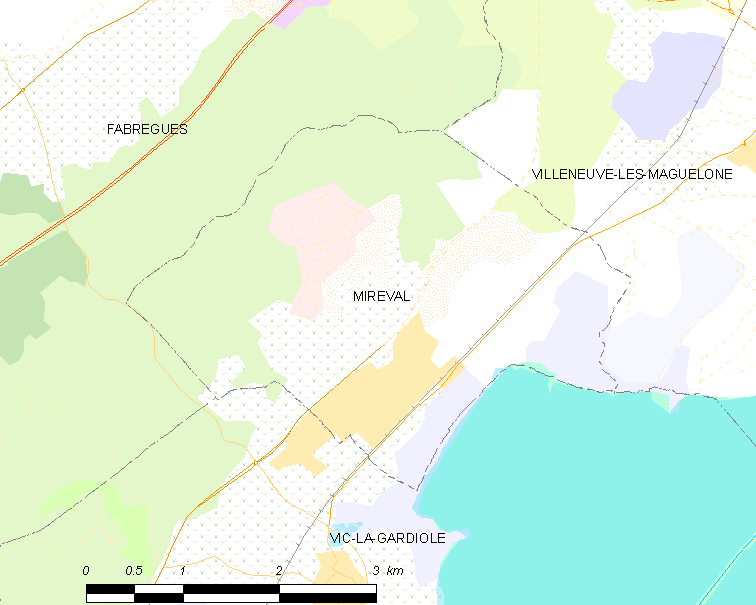
Carte

Mireval est située dans le sud de la France à 15 km au sud-ouest de Montpellier dans le canton de Frontignan et enserré entre le massif de la Gardiole et la mer Méditerranée. Cette commune est réputée pour son muscat connu depuis le Moyen Âge (François Rabelais trouva à Montpellier des « bons vins de Mirevaux et joyeuse compagnie »).

### Paysage et relief

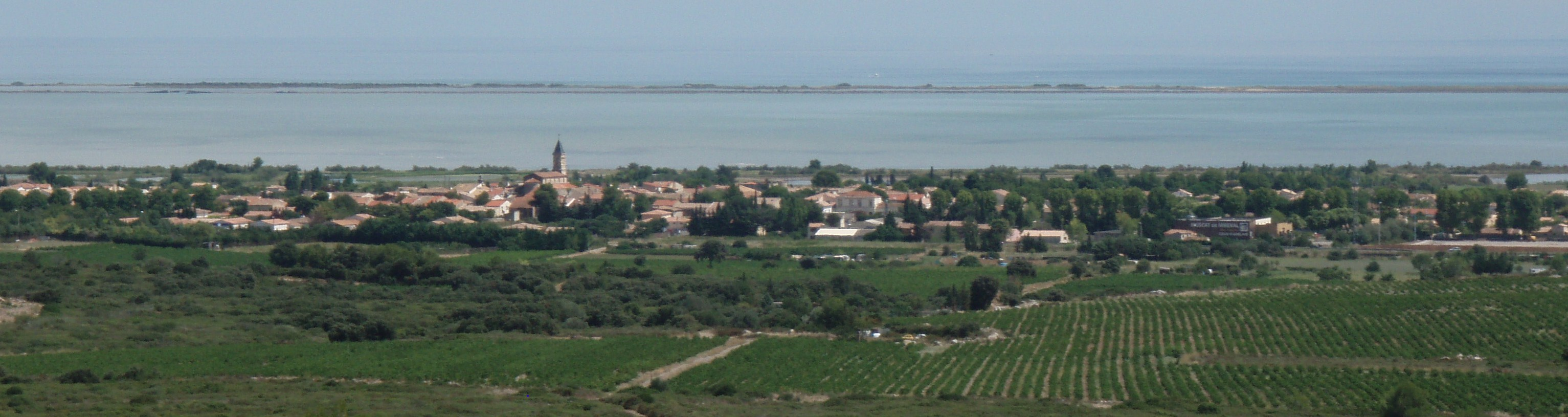
Le village et les vignes de muscat.

### Climat
Pour des articles plus généraux, voir Climat de l'Occitanie et Climat de l'Hérault.
En 2010, le climat de la commune est de type climat méditerranéen franc, selon une étude s'appuyant sur une série de données couvrant la période 1971-2000. En 2020, Météo-France publie une typologie des climats de la France métropolitaine dans laquelle la commune est exposée à un climat méditerranéen et est dans la région climatique  Provence, Languedoc-Roussillon, caractérisée par une pluviométrie faible en été, un très bon ensoleillement (2 600 h/an), un été chaud (21,5 °C), un air très sec en été, sec en toutes saisons, des vents forts (fréquence de 40 à 50 % de vents > 5 m/s) et peu de brouillards.
Pour la période 1971-2000, la température annuelle moyenne est de 14,9 °C, avec une amplitude thermique annuelle de 16,4 °C. Le cumul annuel moyen de précipitations est de 655 mm, avec 6,1 jours de précipitations en janvier et 2,6 jours en juillet. Pour la période 1991-2020, la température moyenne annuelle observée sur la station météorologique la plus proche, située sur la commune de Villeneuve-lès-Maguelone à 6 km à vol d'oiseau, est de 15,4 °C et le cumul annuel moyen de précipitations est de 591,6 mm,. Pour l'avenir, les paramètres climatiques de la commune estimés pour 2050 selon différents scénarios d'émission de gaz à effet de serre sont consultables sur un site dédié publié par Météo-France en novembre 2022.

### Milieux naturels et biodiversité

#### Espaces protégés
La protection réglementaire est le mode d’intervention le plus fort pour préserver des espaces naturels remarquables et leur biodiversité associée,.
Quatre espaces protégés sont présents sur la commune : 
- le « Creux de Miège », objet d'un arrêté de protection de biotope, d'une superficie de 32,4 ha[10] ;
- l'« étang de Vic », un terrain acquis par le Conservatoire du Littoral, d'une superficie de 1 808,1 ha[11],[12] ;
- les « salines de Villeneuve », un terrain acquis par le Conservatoire du Littoral, d'une superficie de 210,1 ha[13],[14] ;
- les « étangs Palavasiens », une zone humide protégée par la convention de Ramsar, d'une superficie de 7 583 ha[15].

#### Réseau Natura 2000

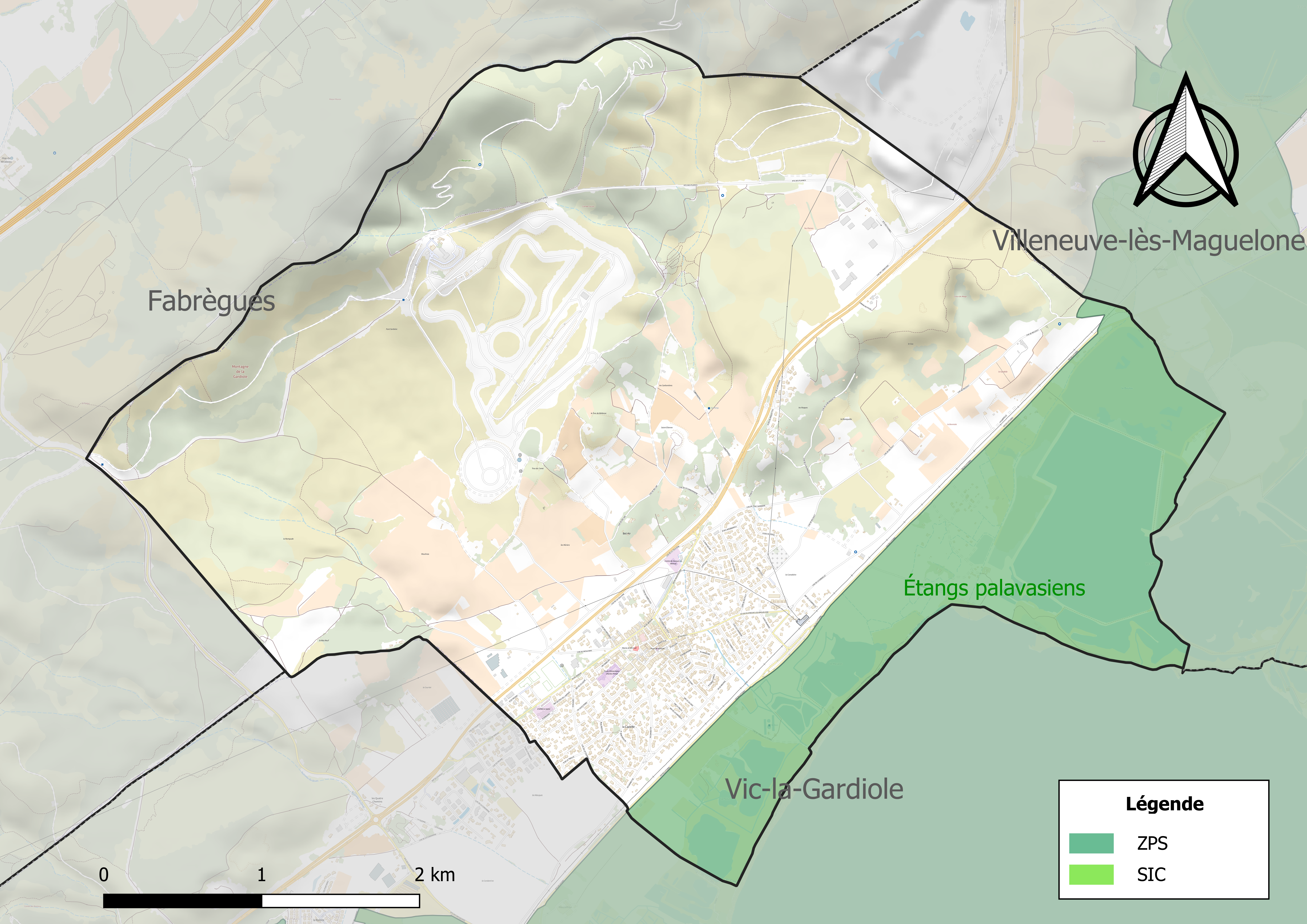
Site Natura 2000 sur le territoire communal.

Le réseau Natura 2000 est un réseau écologique européen de sites naturels d'intérêt écologique élaboré à partir des directives habitats et oiseaux, constitué de zones spéciales de conservation (ZSC) et de zones de protection spéciale (ZPS). Deux site Natura 2000 sont recensés sur la commune.
La commune inclut une zone de protection spéciale (ZPS) Natura 2000 dans le cadre de la directive Oiseaux la ZPS des « étangs palavasiens et étang de l'Estagnol », 6 600 ha répartis sur 8 communes. Sur cette surface, 50 % sont classés selon la loi de 1930 et 1 % inscrit de même, 35 % ont été acquis par le Conservatoire du Littoral, 14 % sont une réserve de chasse et de faune sauvage d'ACCA (association communale de chasse agréée), 2 % sont protégés par un arrêté de protection de biotope, d’habitat naturel ou de site d’intérêt géologique, 1 % est une réserve naturelle nationale (l'étang de l'Estagnol), et 1 % est la propriété du département. Cette ZPS comprend une série importante de grandes lagunes communiquant encore entre elles (étang de l'Ingril, étang de Vic, étang de Pierre-Blanche, étang de l'Arnel, étang du Prevost, étang du Grec, étang du Méjean, étang de Pérols), imbriquées entre terre et mer. On y trouve des anciens marais salants non exploités, générateurs d'une grande diversité d'habitats à forte valeur patrimoniale.
L'étang de l'Estagnol est situé dans une ancienne doline d'alluvions récentes dans les calcaires de la Gardiole, au sud-ouest de Montpellier. L'alimentation en eau se fait par la nappe phréatique d'eau douce de la plaine de Mireval, par les alimentations karstiques des reliefs avoisinants, et par la résurgence d'une perte de la Mosson. En conséquence, son eau est moins saumâtre que celle des autres étangs palavasiens. Les lagunes attirent une avifaune à la fois abondante et variée qu'elle soit nicheuse, hivernante ou migratrice. Des espèces rares viennent s'y reposer, comme la sterne naine, le gravelot à collier interrompu et la talève sultane. Les flamants roses y sont nombreux. Une dizaine d'espèces de l'annexe I se reproduisent à l'étang de l'Estagnol : busard des roseaux, blongios nain, héron pourpré, sterne pierregarin, parfois le butor étoilé.. Il est une zone d'hivernage ou d'étape pour de nombreux migrateurs : anatidés, foulques, guifettes, sterne pierregarin.
La commune comprend aussi un site d'intérêt communautaire (SIC) Natura 2000 dans le cadre de la directive Habitat : le SIC des « étangs palavasiens », 6 600 ha d'étangs répartis sur plusieurs communes et séparés de la mer par un lido encore vierge d'urbanisation sur un grand linéaire côtier, ce qui permet la coexistence de différents habitats naturels littoraux : systèmes dunaires, laisses de mer et sansouires. Ils sont composés à 60 % de lagunes côtières (habitat prioritaire), 7,1 % de fourrés halophiles méditerranéens et thermo-atlantiques (Sarcocornia fruticosi ou « corail de mer »), 4,9 % de prés-salés méditerranéens (communauté de plantes appelée Juncetalia maritimi), et 16 autres types d'habitat pour le reste. Leur ouverture sur la mer grâce à des graus permet la migration des poissons. En 2012, seul l'étang du Grec est protégé par un arrêté préfectoral de protection du biotope comprenant les zones humides situées entre la route départementale Carnon-Palavas et les zones urbanisées du littoral. Le périmètre du site intègre ces zones humides en suivant précisément la limite de la zone couverte par l'arrêté de biotope. L'étang de l'Estagnol, classé en réserve naturelle nationale, est protégé des atteintes directes mais son approvisionnement en eau est d'origine incertaine et rend les interventions difficiles.

#### Zones naturelles d'intérêt écologique, faunistique et floristique
L’inventaire des zones naturelles d'intérêt écologique, faunistique et floristique (ZNIEFF) a pour objectif de réaliser une couverture des zones les plus intéressantes sur le plan écologique, essentiellement dans la perspective d’améliorer la connaissance du patrimoine naturel national et de fournir aux différents décideurs un outil d’aide à la prise en compte de l’environnement dans l’aménagement du territoire.
Deux ZNIEFF de type 1 sont recensées sur la commune :
la « garrigue de la Madeleine » (127 ha), couvrant 2 communes du département et 
le « marais du Boulas et salins de Villeneuve » (302 ha), couvrant trois communes du département
et deux ZNIEFF de type 2, : le « complexe paludo-laguno-dunaire des étangs montpelliérains » (14 344 ha), couvrant 14 communes dont une dans le Gard et 13 dans l'Hérault et la « montagne de la Gardiole » (5 289 ha), couvrant 10 communes du département.

Carte des ZNIEFF de type 1 et 2 à Mireval.
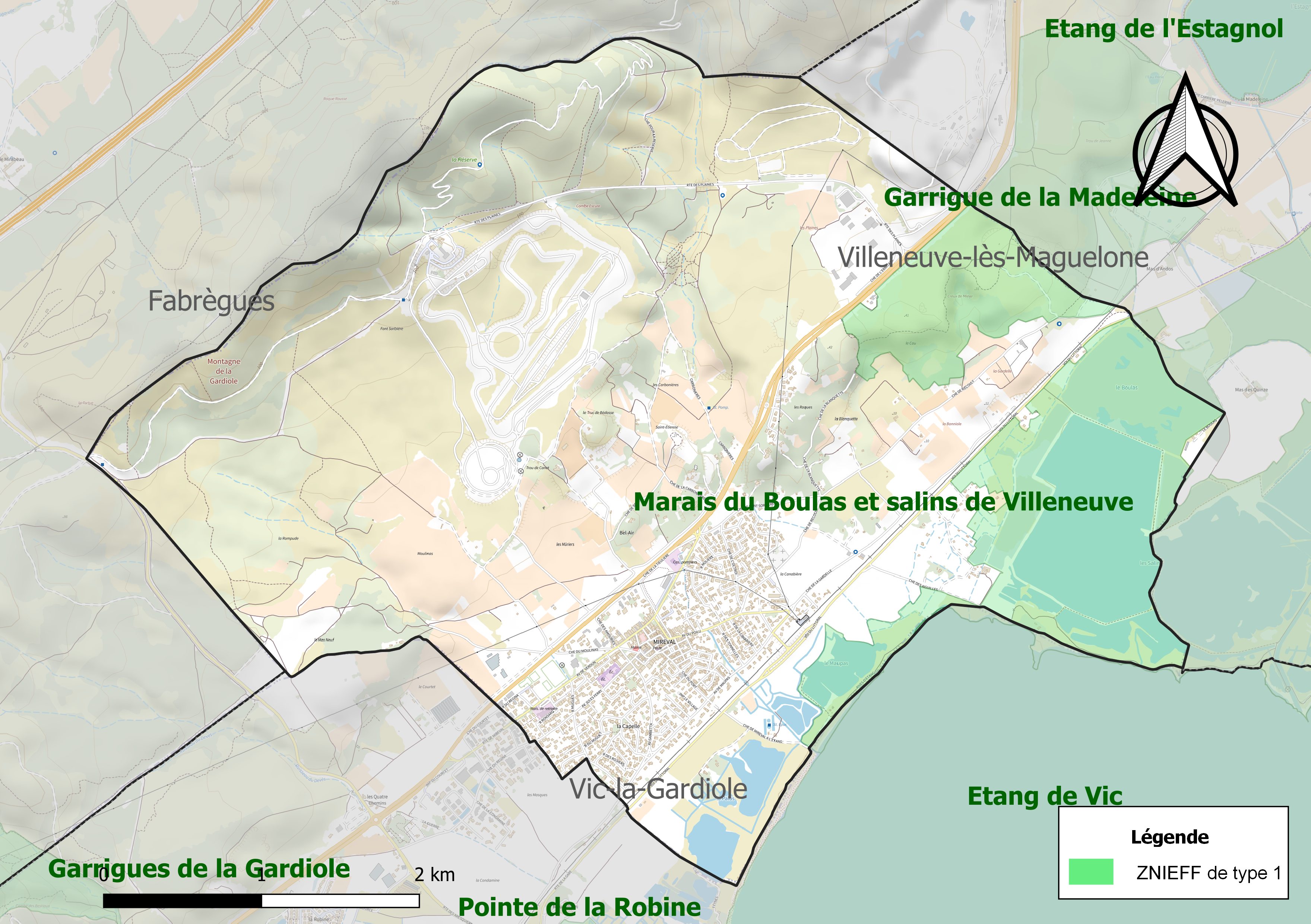
Carte des ZNIEFF de type 1 sur la commune.
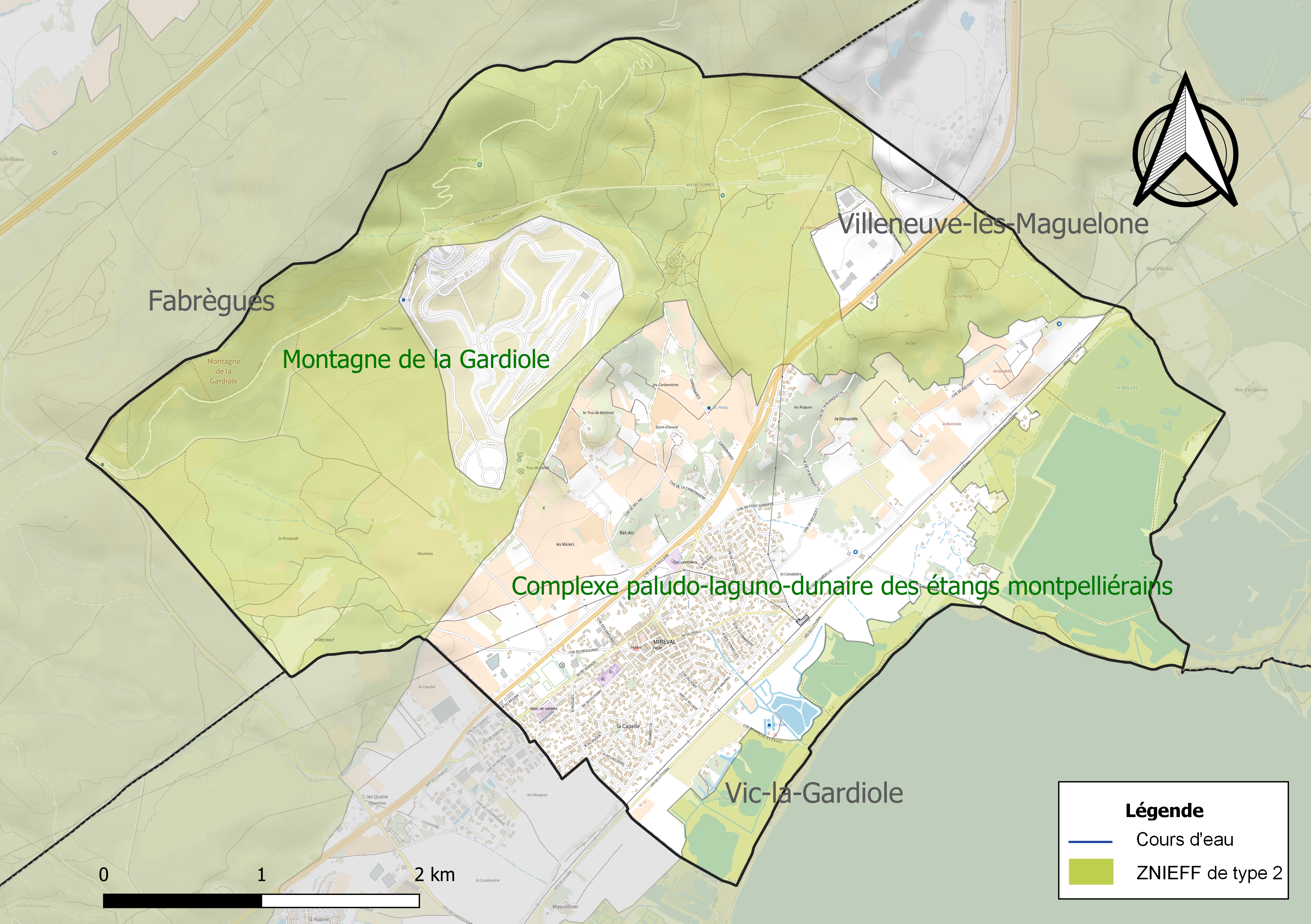
Carte des ZNIEFF de type 2 sur la commune.

## Toponymie
Mireval mot occitan qui signifie : qui regarde la vallée.

## Histoire
Au début du XIe siècle, l'église Sainte-Eulalie de Val, qui préexistait au village de Mireval, rassemblait une communauté de fidèles éparpillés sur les sites gallo-romains alentour. Elle  était située à un endroit où, à l'ouest, était la forteresse du Val. De l'église, on pouvait voir le Val. Le nom Mireval veut dire « regarde le Val ».
En 1155, les Guilhems, seigneurs de Montpellier et propriétaires des terres environnantes construisent une maison forte, renforcée en 1196 par des remparts.
En 1204, Marie de Montpellier, fille de Guilhem VIII de Montpellier se marie avec Pierre II d'Aragon amenant avec elle la seigneurie de Montpellier et donc Mireval. Le couple se sépare rapidement et Marie de Montpellier se retire au château de Mireval. De leur réconciliation, naîtra en 1207, Jacques Ier d'Aragon.
En 1349, seigneurie de Montpellier intègre le royaume de France.
Aux XVIe et XVIIe siècles, le village est menacé de disparition : une partie des remparts est détruite, le village est ravagé par les maladies (peste, paludisme).
L'arrivée de voies de communications (route Montpellier-Sète en 1783, chemin de fer en 1839) permet un essor de l'économie locale, en particulier de la viticulture, et un essor démographique.

## Urbanisme

### Typologie
Au 1er janvier 2024, Mireval est catégorisée petite ville, selon la nouvelle grille communale de densité à sept niveaux définie par l'Insee en 2022.
Elle appartient à l'unité urbaine de Mireval, une agglomération intra-départementale regroupant deux  communes, dont elle est ville-centre,,. Par ailleurs la commune fait partie de l'aire d'attraction de Montpellier, dont elle est une commune de la couronne,. Cette aire, qui regroupe 161 communes, est catégorisée dans les aires de 700 000 habitants ou plus (hors Paris),.
La commune, bordée par la mer Méditerranée, est également une commune littorale au sens de la loi du 3 janvier 1986, dite loi littoral. Des dispositions spécifiques d’urbanisme s’y appliquent dès lors afin de préserver les espaces naturels, les sites, les paysages et l’équilibre écologique du littoral, tel le principe d'inconstructibilité, en dehors des espaces urbanisés, sur la bande littorale des 100 mètres, ou plus si le plan local d’urbanisme le prévoit.

### Occupation des sols
L'occupation des sols de la commune, telle qu'elle ressort de la base de données européenne d’occupation biophysique des sols Corine Land Cover (CLC), est marquée par l'importance des territoires agricoles (34,3 % en 2018), en diminution par rapport à 1990 (35,2 %). La répartition détaillée en 2018 est la suivante : 
milieux à végétation arbustive et/ou herbacée (33,5 %), zones agricoles hétérogènes (21,4 %), zones humides côtières (14 %), cultures permanentes (11,1 %), zones urbanisées (8,5 %), espaces verts artificialisés, non agricoles (6,9 %), mines, décharges et chantiers (2,5 %), prairies (1,9 %), eaux maritimes (0,2 %). L'évolution de l’occupation des sols de la commune et de ses infrastructures peut être observée sur les différentes représentations cartographiques du territoire : la carte de Cassini (XVIIIe siècle), la carte d'état-major (1820-1866) et les cartes ou photos aériennes de l'IGN pour la période actuelle (1950 à aujourd'hui).

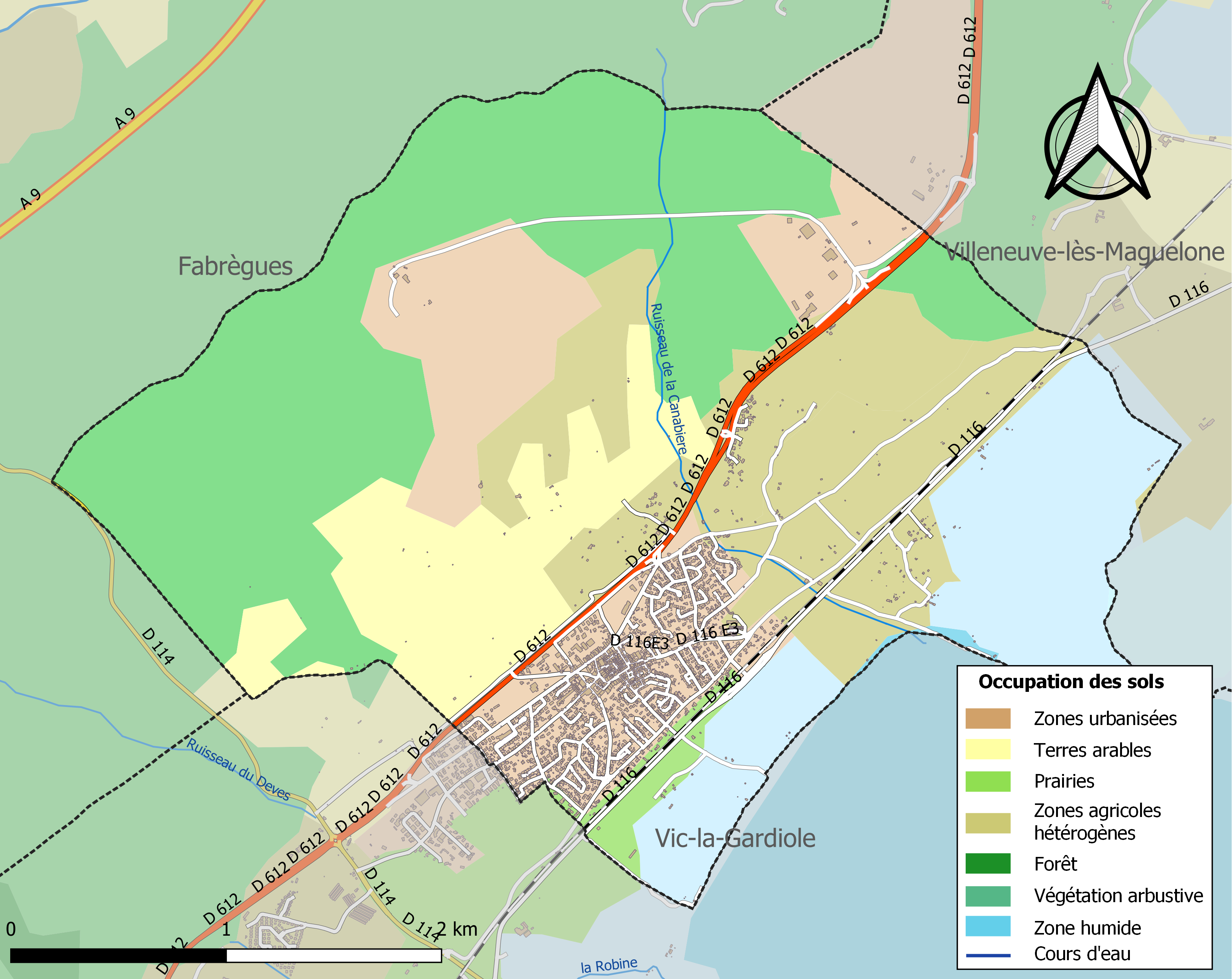
Carte des infrastructures et de l'occupation des sols de la commune en 2018 (CLC).

### Risques majeurs
Le territoire de la commune de Mireval est vulnérable à différents aléas naturels : météorologiques (tempête, orage, neige, grand froid, canicule ou sécheresse), inondations, feux de forêts et séisme (sismicité faible). Il est également exposé à un risque technologique,  le transport de matières dangereuses. Un site publié par le BRGM permet d'évaluer simplement et rapidement les risques d'un bien localisé soit par son adresse soit par le numéro de sa parcelle.

#### Risques naturels
La commune fait partie du territoire à risques importants d'inondation (TRI) de Montpellier-Lunel-Maugio-Palavas, regroupant 49 communes du bassin de vie de Montpellier et s'étendant sur les départements de l'Hérault et du Gard, un des 31 TRI qui ont été arrêtés fin 2012 sur le bassin Rhône-Méditerranée, retenu au regard des risques de submersions marines et de débordements du Vistre, du Vidourle, du Lez et de la Mosson. Parmi les événements significatifs antérieurs à 2019 qui ont touché le territoire, peuvent être citées les crues de septembre 2002 et de septembre 2003 (Vidourle) et les tempêtes de novembre 1982 et décembre 1997 qui ont touché le littoral. Des cartes des surfaces inondables ont été établies pour trois scénarios : fréquent (crue de temps de retour de 10 ans à 30 ans), moyen (temps de retour de 100 ans à 300 ans) et extrême (temps de retour de l'ordre de 1 000 ans, qui met en défaut tout système de protection). La commune a été reconnue en état de catastrophe naturelle au titre des dommages causés par les inondations et coulées de boue survenues en 1982, 1984, 1997, 2003 et 2019,.
Mireval est exposée au risque de feu de forêt. Un plan départemental de protection des forêts contre les incendies (PDPFCI) a été approuvé en juin 2013 et court jusqu'en 2022, où il doit être renouvelé. Les mesures individuelles de prévention contre les incendies sont précisées par deux arrêtés préfectoraux et s’appliquent dans les zones exposées aux incendies de forêt et à moins de 200 mètres de celles-ci. L’arrêté du 25 avril 2002 réglemente l'emploi du feu en interdisant notamment d’apporter du feu, de fumer et de jeter des mégots de cigarette dans les espaces sensibles et sur les voies qui les traversent sous peine de sanctions. L'arrêté du 11 mars 2013 rend le débroussaillement obligatoire, incombant au propriétaire ou ayant droit,.

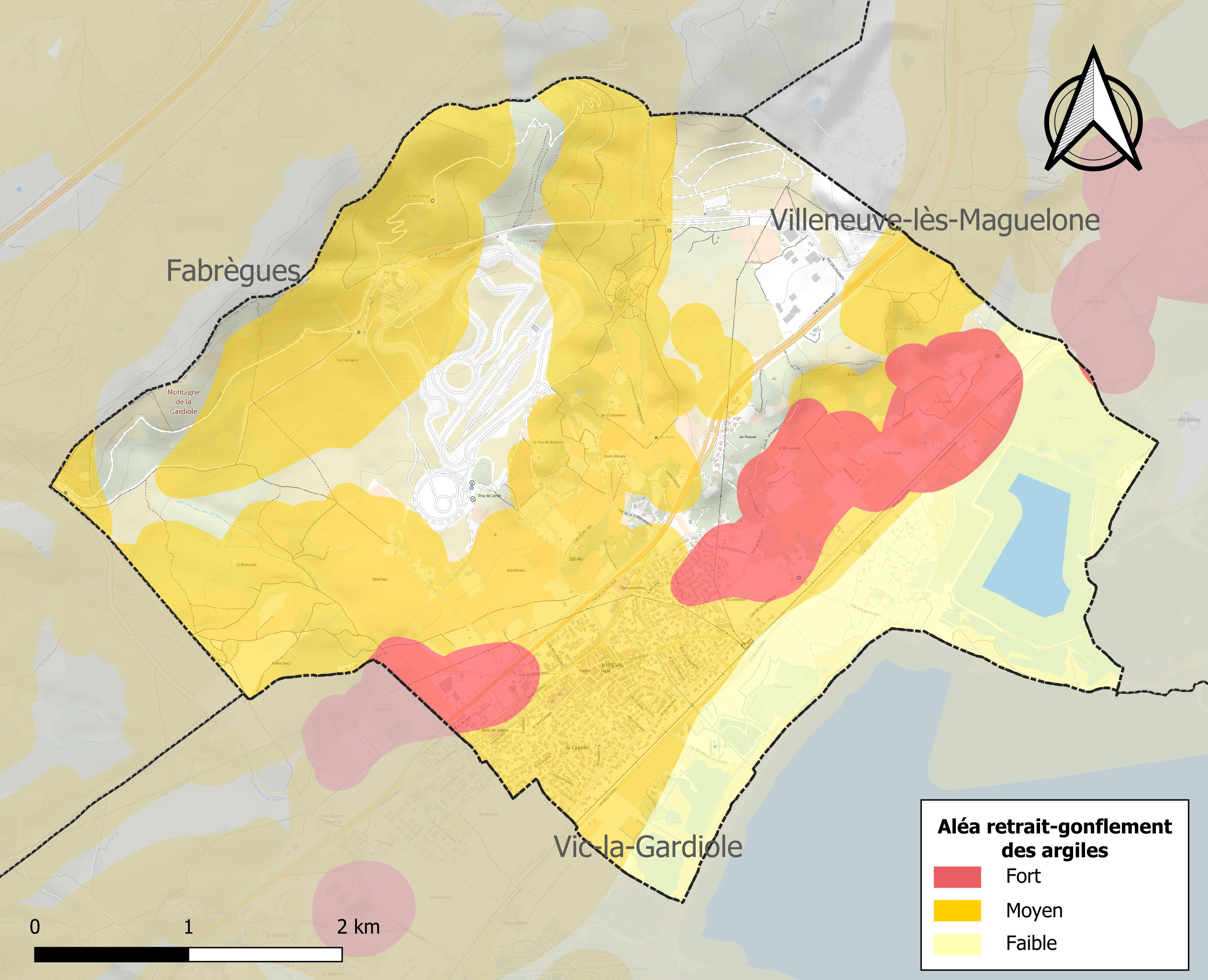
Carte des zones d'aléa retrait-gonflement des sols argileux de Mireval.

Le retrait-gonflement des sols argileux est susceptible d'engendrer des dommages importants aux bâtiments en cas d’alternance de périodes de sécheresse et de pluie. 61,9 % de la superficie communale est en aléa moyen ou fort (59,3 % au niveau départemental et 48,5 % au niveau national). Sur les 1 168 bâtiments dénombrés sur la commune en 2019, 1 099 sont en aléa moyen ou fort, soit 94 %, à comparer aux 85 % au niveau départemental et 54 % au niveau national. Une cartographie de l'exposition du territoire national au retrait gonflement des sols argileux est disponible sur le site du BRGM,.
Par ailleurs, afin de mieux appréhender le risque d’affaissement de terrain, l'inventaire national des cavités souterraines permet de localiser celles situées sur la commune.

#### Risques technologiques
Le risque de transport de matières dangereuses sur la commune est lié à sa traversée par des infrastructures routières ou ferroviaires importantes ou la présence d'une canalisation de transport d'hydrocarbures. Un accident se produisant sur de telles infrastructures est susceptible d’avoir des effets graves sur les biens, les personnes ou l'environnement, selon la nature du matériau transporté. Des dispositions d’urbanisme peuvent être préconisées en conséquence.

## Politique et administration

### Liste des maires
| Période    | Période           | Identité          | Étiquette | Qualité                                                                                      |
| ---------- | ----------------- | ----------------- | --------- | -------------------------------------------------------------------------------------------- |
| 1947       | 1952              | Odon Teissier     |           |                                                                                              |
| 1952       | 1957              | Félix Campagnol   |           |                                                                                              |
| 1957       | 1958              | Pierre Simon      |           |                                                                                              |
| 1958       | 1977              | Charles Prieur    |           |                                                                                              |
| 1977       | juin 1995 (décès) | Louis Huillet     | PS        | Comptable, Secrétaire fédéral des jeunesses socialistes, Président du mouvement Léo Lagrange |
| juin 1995  | mars 2014         | Francis Foulquier | DVG       |                                                                                              |
| avril 2014 | En cours          | Christophe Durand | PS        | Fonctionnaire                                                                                |

## Démographie

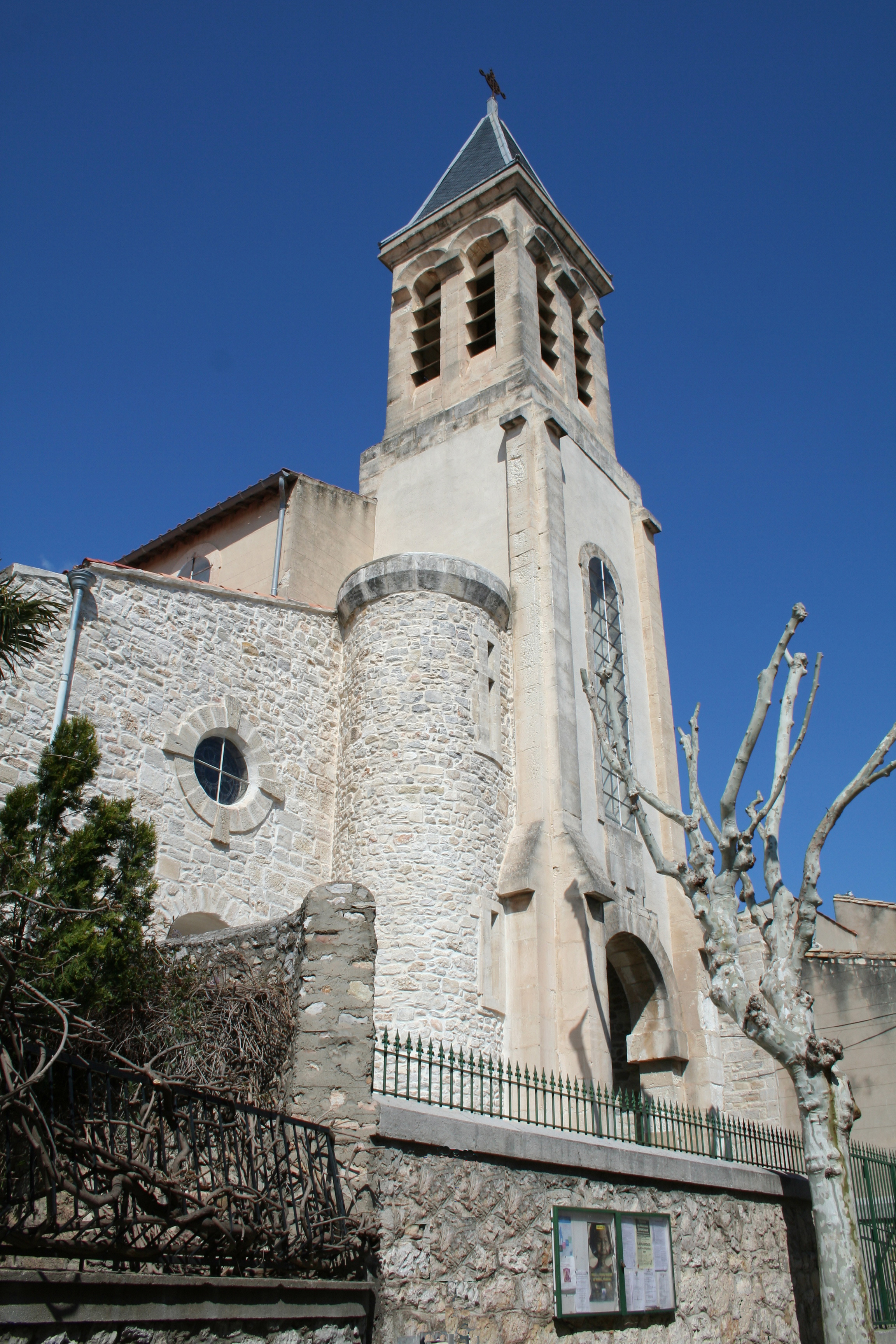
Église Sainte-Eulalie

L'évolution du nombre d'habitants est connue à travers les recensements de la population effectués dans la commune depuis 1793. Pour les communes de moins de 10 000 habitants, une enquête de recensement portant sur toute la population est réalisée tous les cinq ans, les populations de référence des années intermédiaires étant quant à elles estimées par interpolation ou extrapolation. Pour la commune, le premier recensement exhaustif entrant dans le cadre du nouveau dispositif a été réalisé en 2007.

En 2022, la commune comptait 3 301 habitants, en évolution de −0,42 % par rapport à 2016 (Hérault : +7,49 %, France hors Mayotte : +2,11 %).
| 1793 | 1800 | 1806 | 1821 | 1831 | 1836 | 1841 | 1846 | 1851 |
| ---- | ---- | ---- | ---- | ---- | ---- | ---- | ---- | ---- |
| 265  | 217  | 269  | 369  | 491  | 538  | 535  | 510  | 544  |

| 1856 | 1861 | 1866 | 1872 | 1876 | 1881 | 1886 | 1891 | 1896 |
| ---- | ---- | ---- | ---- | ---- | ---- | ---- | ---- | ---- |
| 514  | 535  | 611  | 674  | 660  | 509  | 577  | 686  | 722  |

| 1901 | 1906 | 1911 | 1921 | 1926 | 1931 | 1936 | 1946 | 1954 |
| ---- | ---- | ---- | ---- | ---- | ---- | ---- | ---- | ---- |
| 776  | 756  | 697  | 762  | 686  | 761  | 711  | 649  | 712  |

| 1962 | 1968 | 1975 | 1982  | 1990  | 1999  | 2006  | 2007  | 2012  |
| ---- | ---- | ---- | ----- | ----- | ----- | ----- | ----- | ----- |
| 739  | 781  | 839  | 1 105 | 2 355 | 3 049 | 3 138 | 3 151 | 3 272 |

| 2017  | 2022  | - | - | - | - | - | - | - |
| ----- | ----- | - | - | - | - | - | - | - |
| 3 283 | 3 301 | - | - | - | - | - | - | - |

## Économie

### Revenus
En 2018, la commune compte 1 346 ménages fiscaux, regroupant 3 239 personnes. La médiane du revenu disponible par unité de consommation est de 22 690 € (20 330 € dans le département). 53 % des ménages fiscaux sont imposés (45,8 % dans le département).

### Emploi
|                | 2008   | 2013   | 2018  |
| -------------- | ------ | ------ | ----- |
| Commune        | 7,3 %  | 8,6 %  | 8,7 % |
| Département    | 10,1 % | 11,9 % | 12 %  |
| France entière | 8,3 %  | 10 %   | 10 %  |

En 2018, la population âgée de 15 à 64 ans s'élève à 2 034 personnes, parmi lesquelles on compte 76,4 % d'actifs (67,7 % ayant un emploi et 8,7 % de chômeurs) et 23,6 % d'inactifs,. Depuis 2008, le taux de chômage communal (au sens du recensement) des 15-64 ans est inférieur à celui de la France et du département.
La commune fait partie de la couronne de l'aire d'attraction de Montpellier, du fait qu'au moins 15 % des actifs travaillent dans le pôle,. Elle compte 660 emplois en 2018, contre 531 en 2013 et 553 en 2008. Le nombre d'actifs ayant un emploi résidant dans la commune est de 1 384, soit un indicateur de concentration d'emploi de 47,7 % et un taux d'activité parmi les 15 ans ou plus de 57,3 %.
Sur ces 1 384 actifs de 15 ans ou plus ayant un emploi, 277 travaillent dans la commune, soit 20 % des habitants. Pour se rendre au travail, 85,9 % des habitants utilisent un véhicule personnel ou de fonction à quatre roues, 3,5 % les transports en commun, 7,2 % s'y rendent en deux-roues, à vélo ou à pied et 3,5 % n'ont pas besoin de transport (travail au domicile).

### Activités hors agriculture

#### Secteurs d'activités
282 établissements sont implantés  à Mireval au 31 décembre 2019. Le tableau ci-dessous en détaille le nombre par secteur d'activité et compare les ratios avec ceux du département,.
| Secteur d'activité                                                                                        | Commune | Commune | Département |
| Secteur d'activité                                                                                        | Nombre  | %       | %           |
| --- | ------- | ------- | ----------- |
| Ensemble                                                                                                  | 282     | 100 %   | (100 %)     |
| Industrie manufacturière, industries extractives et autres                                                | 19      | 6,7 %   | (6,7 %)     |
| Construction                                                                                              | 54      | 19,1 %  | (14,1 %)    |
| Commerce de gros et de détail, transports, hébergement et restauration                                    | 62      | 22 %    | (28 %)      |
| Information et communication                                                                              | 11      | 3,9 %   | (3,3 %)     |
| Activités financières et d'assurance                                                                      | 4       | 1,4 %   | (3,2 %)     |
| Activités immobilières                                                                                    | 10      | 3,5 %   | (5,3 %)     |
| Activités spécialisées, scientifiques et techniques et activités de services administratifs et de soutien | 43      | 15,2 %  | (17,1 %)    |
| Administration publique, enseignement, santé humaine et action sociale                                    | 48      | 17 %    | (14,2 %)    |
| Autres activités de services                                                                              | 31      | 11 %    | (8,1 %)     |

Le secteur du commerce de gros et de détail, des transports, de l'hébergement et de la restauration est prépondérant sur la commune puisqu'il représente 22 % du nombre total d'établissements de la commune (62 sur les 282 entreprises implantées  à Mireval), contre 28 % au niveau départemental.

#### Entreprises et commerces
Les cinq entreprises ayant leur siège social sur le territoire communal qui génèrent le plus de chiffre d'affaires en 2020 sont : 
- Cap'lift, transports routiers de fret interurbains (5 988 k€)
- Logibenne, location de camions avec chauffeur (3 095 k€)
- Enrobes 34, fabrication d'autres produits minéraux non métalliques n.c.a. (3 088 k€)
- Geria D'oc, hébergement médicalisé pour personnes âgées (2 920 k€)
- Abs Logistique, transports routiers de fret interurbains (2 715 k€)

### Agriculture
La commune est dans la « Plaine viticole », une petite région agricole occupant la bande côtière du département de l'Hérault. En 2020, l'orientation technico-économique de l'agriculture  sur la commune est la viticulture.
|               | 1988 | 2000 | 2010 | 2020 |
| ------------- | ---- | ---- | ---- | ---- |
| Exploitations | 56   | 47   | 23   | 14   |
| SAU (ha)      | 247  | 244  | nd   | 87   |

Le nombre d'exploitations agricoles en activité et ayant leur siège dans la commune est passé de 56 lors du recensement agricole de 1988  à 47 en 2000 puis à 23 en 2010 et enfin à 14 en 2020, soit une baisse de 75 % en 32 ans. Le même mouvement est observé à l'échelle du département qui a perdu pendant cette période 67 % de ses exploitations,. La surface agricole utilisée sur la commune a également diminué, passant de 247 ha en 1988 à 87 ha en 2020. Parallèlement la surface agricole utilisée moyenne par exploitation a augmenté, passant de 4 à 6 ha.

## Culture locale et patrimoine

### Lieux et monuments
- Château de Mireval
- Église paroissiale Sainte-Eulalie (1900) : tableau de la Crucifixion XVIIe siècle ; Christ en bois XVIIIe siècle ; Vierge en bois doré XVIIIe siècle.
- Porte de la ville du XIIe siècle (voir ci-contre).

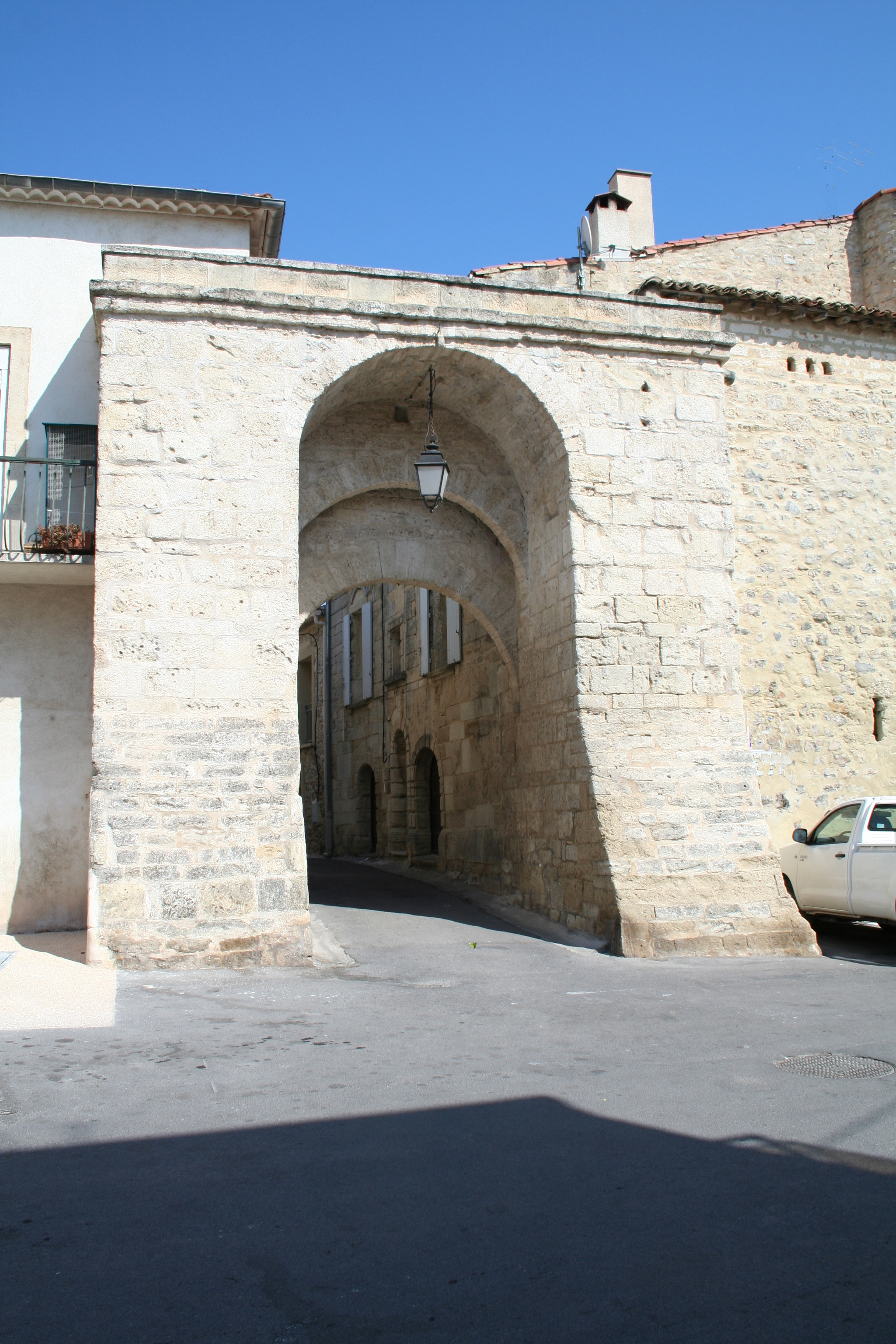
Porche

- Le circuit de Mireval, un circuit automobile et motocycliste aménagé dans la colline de la Gardiole. Il a été acheté en 1984 par la société Goodyear qui en a fait un centre d'essais. Aujourd'hui, c'est un circuit strictement privé.
- Inauguré en 2007, le centre culturel Léo-Malet est une salle exceptionnelle qui offre une capacité modulable de 70 à 305 places assises grâce à ses gradins repliables. Il suffit de 20 minutes pour passer de la configuration « auditorium » à la configuration « cocktail » pour prolonger l’événement. Son plateau-scène de 200 m2 est modulable en hauteur et en surface.

### Personnalités liées à la commune
- Marie de Montpellier
- Rabelais
- Nestor Combin, ancien joueur international de football, retiré à Mireval.
- Émile Barbaste né le 24 octobre 1930 à Mireval. Joueur de rugby à XV. Champion de France en 1959 avec le Racing Club de France.

## Galerie

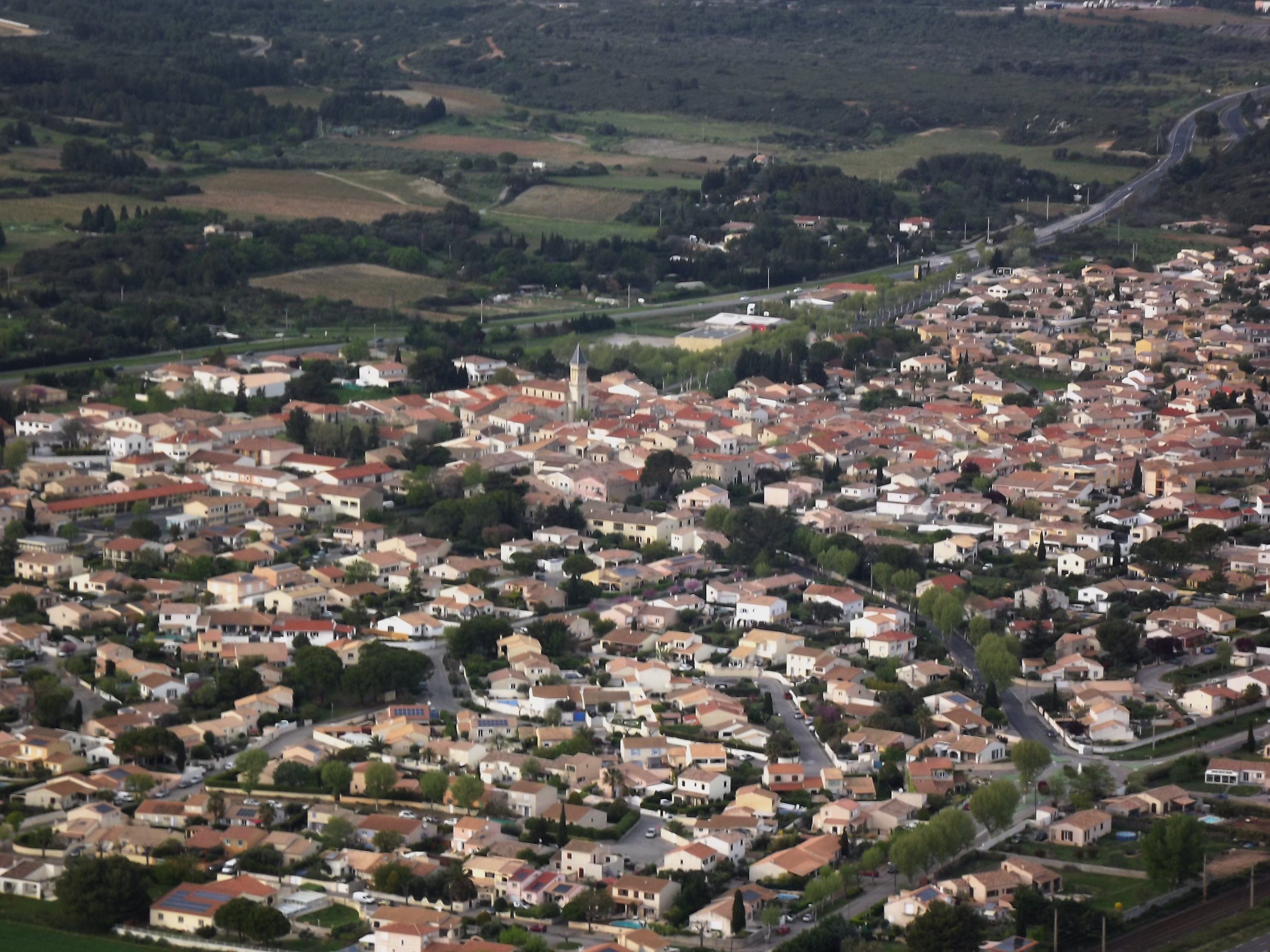
Vue Aérienne de Mireval
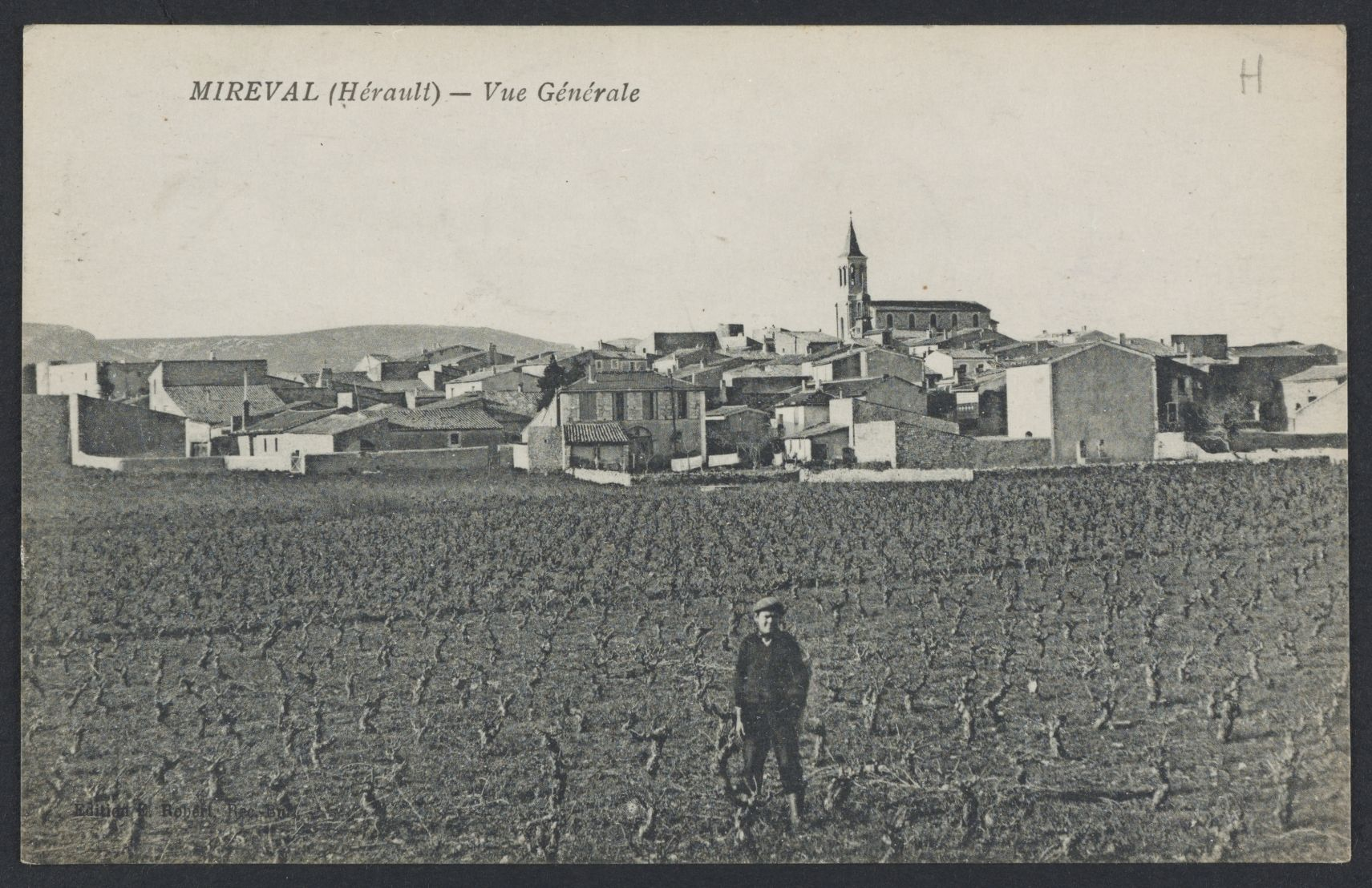
Carte postale de Mireval (1921).

### Héraldique
|  | Les armoiries de Mireval se blasonnent ainsi : d'or à Sainte Eulalie d'azur surmontée d'un Ostensoir (ou Saint Sacrement) de gueules |